# 林達也 (国文学者)
林達也（はやし たつや、1941年- ）は、日本の国文学者、駒澤大学名誉教授。

## 人物・来歴
東京生まれ。東京大学文学部国文科卒、同大学院博士課程中退、1972年青山学院高等部専任講師、青山学院女子短期大学専任講師、1977年東京外国語大学助教授をへて、1986年駒澤大学文学部教授、2012年定年、名誉教授となる。専門は中世・近世和歌。

## 著書
『近世和歌の魅力』(ＮＨＫ文化セミナー),日本放送出版協会、1996
- 『江戸時代の和歌を読む 近世和歌史への試みとして』原人舎, 2007.9

### 共編著
- 松村雄二・古橋信孝共編 『日本文芸史』第3巻「中世」』河出書房新社 1988
- 『日本文芸史 表現の流れ 第4巻　近世』原道生共編 河出書房新社, 1988
- 『国文学入門 新訂』野山嘉正共編著. 放送大学教育振興会, 2004.3 
  - 『国文学入門』編著. 放送大学教育振興会, 2008.3
- 『室町和歌への招待』廣木一人,鈴木健一共著. 笠間書院, 2007.

校注
- 伊藤敬・荒木尚・稲田利徳共校注 『中世和歌集 室町篇』新日本古典文学大系　岩波書店 1991